# Похвальщина
Похва́льщина — деревня в Ядровской волости Псковского района Псковской области.
Расположена на реке Дубина в 6 км от южной границы Пскова и деревни Черёха.
С Псковом связана автобусами пригородного сообщения 105 (Автовокзал — Хрячова Гора), 106 (Архив — Рябово) и маршрутным такси № 306 (Рокоссовского — Похвальщина), стоимость проезда на маршрутке 25 руб. С деревней Соловьи связана пригородным маршрутом 106а (Соловьи — Рябово).
| 2001 | 2002 | 2010 | 2016 |
| ---- | ---- | ---- | ---- |
| 497  | ↘478 | ↘477 | ↗558 |